# Milutin Milanković
Milutin Milanković (in serbo Милутин Миланковић?; Dalj, 28 maggio 1879 – Belgrado, 12 dicembre 1958) è stato un ingegnere, matematico e climatologo serbo.
Nel periodo tra le due guerre mondiali divenne professore universitario e insegnò matematica applicata all'Università di Belgrado.

## Studi
Milanković diede due fondamentali contributi alle Scienze e in particolare al nascente studio della climatologia. Il suo primo contributo è il "Canone dell'insolazione terrestre", di cui fa parte lo studio sulla "Distribuzione della radiazione solare sulla superficie terrestre",, pubblicato il 5 giugno 1913, nel quale descrisse e calcolò il clima dei vari pianeti del sistema solare sulla base dell'insolazione che ricevono dal Sole. Sviluppò una teoria matematica che descriveva il clima delle varie zone della terra in funzione dell'intensità dell'insolazione ricevuta.
Il secondo contributo è un'interpretazione dei cambiamenti climatici periodici a lungo termine che avvengono sul nostro pianeta mettendoli in correlazione con le variazioni dell'eccentricità orbitale, dell'inclinazione dell'asse terrestre e della precessione degli equinozi. Queste oscillazioni periodiche del clima sono oggi note come cicli di Milanković. Con questi cicli contribuiva a spiegare il ripetersi delle glaciazioni avvenute nella storia della Terra e a prevedere i futuri cambiamenti climatici.
Fu uno dei pionieri della climatologia planetaria, calcolando per via teorica le temperature degli strati superiori dell'atmosfera terrestre come pure le condizioni di temperatura della Luna e dei pianeti interni del sistema solare (Mercurio, Venere, Marte); calcolò inoltre lo spessore dell'atmosfera dei pianeti esterni. Con l'insieme dei suoi lavori contribuì a trasformare le scienze della Terra da indagini descrittive a scienze esatte, le sue teorie ebbero conferma solo negli anni novanta con i primi risultati dei carotaggi nel ghiaccio antartico.
Gli è stato dedicato un asteroide, 1605 Milankovitch, un cratere sulla Luna di 94,2 km di diametro e un cratere su Marte di 113,5 km di diametro. Dal 23 dicembre 2011 la sua immagine compare anche sulla nuova banconota da 2.000 Dinari serbi. Gli è stato intitolato anche il telescopio Milanković installato nel 2011 presso l'osservatorio Astronomico di Belgrado, del quale Milanković è stato direttore dal 1948 al 1951.

### Il calendario Giuliano rivisto
Le Chiese Ortodosse non avevano accettato la sostituzione del tradizionale calendario ecclesiastico giuliano-costantiniano con il calendario gregoriano, eseguita nel corso dei secoli dalla Chiesa Cattolica e successivamente da tutte le Chiese Protestanti. Questo aveva portato ad uno sfasamento nella celebrazione delle feste religiose fra le varie chiese. Milanković pertanto propose nel 1923 un nuovo calendario, chiamato "Calendario Giuliano Rivisto", astronomicamente più accurato sia di quello giuliano che di quello gregoriano, e che soprattutto eliminava questo sfasamento.
Il calendario fu subito accettato dal Patriarcato ecumenico di Costantinopoli e successivamente da molte altre chiese ortodosse. Le principali chiese ortodosse che non l'hanno ancora adottato sono il Patriarcato di Mosca (Chiesa ortodossa russa) e, curiosamente, proprio la Chiesa ortodossa serba, patria di Milanković.